# Багдатьев, Рубен Григорьевич
Рубен Григорьевич Багдатьев — зав. конструкторским бюро завода «Фрезер», лауреат Сталинской премии (1952).

## Биография
Родился 14.09.1905 в г. Шуша (Нагорный Карабах).
С 1931 года после окончания института работал инженером в цехе сверл на заводе «Фрезер».
За 5 лет увеличил сменную производительность станков-автоматов со 160—170 до 190—200 штук фрезерованных свёрл.
В мае 1941 года вместе с инженером-прокатчиком Николаем Алексеевичем Егоровым начал изготавливать сверхпрочные витые свёрла. Причём если из тонны стали методом фрезерования получали 3600 свёрл диаметром 15 мм, то витых свёрл — 8500 штук.

## Награды
Лауреат Сталинской премии 1952 года (в составе коллектива) — за создание новой технологии производства спиральных сверл.
Награждён медалью «За оборону Москвы».